# Штатгальтеры габсбургских Нидерландов
Габсбургские Нидерланды — Испанские Нидерланды до и Австрийские Нидерланды после Войны за испанское наследство, территория охватывавшая сегодняшнюю Бельгию и вначале Нидерланды. Во время Великой французской революции эти области были завоеваны Францией и больше не вернулись под владычество Австрии.
Габсбурги назначали для управления Нидерландами штатгальтеров, тоже принадлежавших династии Габсбургов, либо приближенных королевского двора католического вероисповедания.

## Семнадцать провинций
- 1504—1507: Гийом де Крой
- 1507—1530: Маргарита Австрийская, герцогиня Савойи
- 1530—1555: Мария Австрийская, королева Венгрии
- 1555—1559: Эммануил Филиберт, герцог Савойи
- 1559—1567: Маргарита Пармская, герцогиня Пармы
- 1567—1573: Фернандо Альварес де Толедо, герцог Альба
- 1573—1576: Луис де Рекесенс-и-Суньига
- 1576—1578: Хуан Австрийский
- 1578—1581: Алессандро Фарнезе, герцог Пармы и Пьяченцы

В 1581 году Республика Соединённых провинций объявила себя независимой от Испании. О штатгальтерах Республики Соединённых провинций см. Штатгальтеры Нидерландов.

## Южные Нидерланды
- 1581—1592 Алессандро Фарнезе, герцог Пармы и Пьяченцы
- 1592—1594 Петер Эрнст I фон Мансфельд
- 1594—1595 Эрнст, эрцгерцог Австрийский
- 1595—1596 Педро Энрикес де Асеведо, граф Фуэнтеса
- 1596—1598 Альбрехт VII, эрцгерцог Австрии
- 1598—1621 Альбрехт VII и Изабелла Клара Евгения
- 1621—1633 Изабелла Клара Евгения, эрцгерцогиня Австрии
- 1633—1641 Фердинанд, кардинал-инфант
- 1641—1644 Франциско де Мелло, маркиз Терсейра
- 1644—1647 Мануэл де Моура Корте-Реал, маркиз де Каштелу-Родригу
- 1647—1656 Леопольд Вильгельм, эрцгерцог Австрии
- 1656—1659 Хуан Австрийский Младший
- 1659—1664 Луис де Бенавидес Каррильо, маркиз Карасена
- 1664—1668 Франсишку де Моура Корте-Реал, маркиз де Каштелу-Родригу
- 1668—1670 Иниго Фернандес де Веласко, герцог Фериа
- 1670—1675 Хуан Доминго де Суньига и Фонсека
- 1675—1680 Карлос де Арагон Гурреа, герцог де Вильяэрмоса
- 1680—1682 Алессандро ди Одоардо Фарнезе, принц Пармы
- 1682—1685 Отто Генри, маркиз Каретто
- 1685—1692 Фрай Антонио де Агурто, маркиз Кастанья
- 1692—1706 Максимилиан II, курфюрст Баварии

Южные Нидерланды были оккупированы Англией и Нидерландами с 1706 по 1714. В 1714 по Раштаттскому договору Южные Нидерланды отошли к австрийской ветви дома Габсбургов.

## Австрийские Нидерланды
- 1716—1724 Евгений Савойский, принц кариньянский
- 1724—1741 Мария Елизавета, эрцгерцогиня Австрии
- 1741—1744 Фридрих Август, граф Гаррах-Рорау
- 1744—1744 Мария Анна, эрцгерцогиня Австрии и Карл Александр, принц Лотарингский
- 1744—1780 Карл Александр, принц Лотарингский
- 1781—1793 Мария Кристина, эрцгерцогиня Австрии и Альберт Казимир, герцог Саксен-Тешена
- 1793—1794 Карл, эрцгерцог Австрии

После этого французы оккупировали Нижние страны до 1815 года. По результатам Венского конгресса Нижние страны были объединены в королевство Нидерландов, королём которого стал Виллем I.